# 법학적성시험
법학적성시험(法學適性試驗, Legal Education Eligibility Test, LEET)은 법학전문대학원협의회가 시행하는 한국의 법학전문대학원 입학자격시험이다. 법학 교육을 이수하는 데 필요한 수학 능력과 법조인으로서 지녀야 할 기본적 소양과 잠재적인 적성을 가지고 있는가에 대한 적격성을 판별하고자 하는 목적을 가진다. 법학전문대학원의 도입 취지에 맞도록 전공 분야에 상관없이 치를 수 있게 하였다. 

## 목적과 내용
미국의 로스쿨 입학을 위한 LSAT(Law school Admission Test), 일본의 로스쿨 입학을 위한 법학적성시험과 유사한 성격을 지닌다고 볼 수 있다. 미국의 LSAT을 참고하여 개발되었으며 법학전문대학원 관련 법률에 따라 2008년 8월 24일에 첫 시행됐다. 매년 8월에 시험이 시행될 예정이며 응시자격은 학사 이상으로 나이제한은 없다. 2008년 첫 시행에서 출제영역은 3개로 언어이해(객관식 40문항, 90분), 추리논증(객관식 40문항 120분) 그리고 서술식 논술(주관식 150분)로 이루어져 있었으나 2009년부터 두 영역에서 각각 5문제를 줄인 35문항을 실시한다. 미국의 LSAT과 같이 법학이나 전문지식을 묻는 문제는 출제되지 않는다. 사법시험은 향후 폐지될 예정이다. 한편 2019학년도부터 언어이해 30문항, 추리논증 40문항으로 실시됨.

## 응시
LEET의 응시료는 23만원으로 확정되었다. 접수전에 취소하면 전액 환불 접수 마감 후 1주일 이내는 50% 환불, 시험3일전(8월 20일)까지는 40% 환불이 가능하며 시험 3일전부터는 환불이 불가하다. 6월 17일 접수 마감결과 첫시험 지원자는 10,960명으로 나타났으며 7월 30일 기준 200명 정도, 8월 20일 기준(마지막 환불일)에 900여명이 응시취소를 하였다.고사장은 강원대, 건국대, 경북대, 고려대, 부산대, 아주대, 연세대, 전남대, 전북대, 제주대, 중앙대, 충남대 등이다.

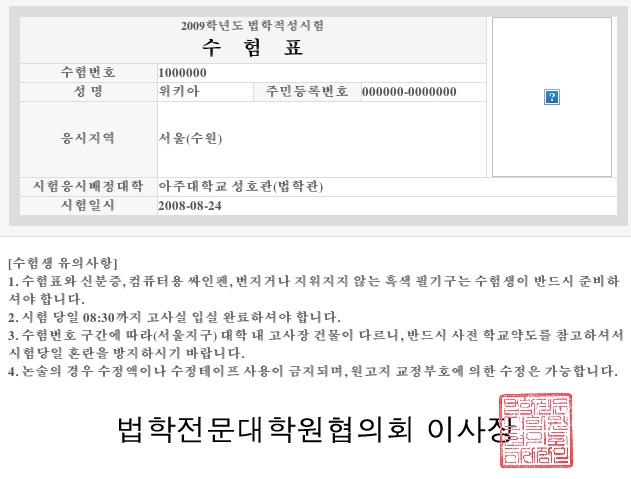
2008학년도 법학적성시험 수험표

### 시험시간표
| 교시     | 시험영역 | 문항 수  | 시험시간            | 문항형태  |
| -------- | -------- | -------- | ------------------- | --------- |
| 1        | 언어이해 | 30       | 09:00~10:10 (70분)  | 5지선다형 |
| 2        | 추리논증 | 40       | 10:45~12:50 (125분) | 5지선다형 |
| 점심시간 | 점심시간 | 점심시간 | 12:50~13:50         |           |
| 3        | 논술     | 2        | 14:00~15:50 (110분) | 서답형    |
| 계       | 3개 영역 | 72문항   | 305분               |           |

휴대전화나 MP3, PDA 등은 소지할 수 없으며 OMR 답안지는 컴퓨터용 사인펜만을 사용하여 작성하여야 하고, 한번 표기한 답의 수정에는 수정테이프만 가능하다.

## 문제유형
| 출제영역     | 언어 이해                                       | 추리논증(추리부문)                                    | 추리논증(논증부문)                                                                            |
| ------------ | ----------------------------------------------- | ----------------------------------------------------- | --------------------------------------------------------------------------------------------- |
| 인지활동영역 | 분석적 이해,추론적 이해 비판적 이해,창의적 이해 | 논리추리 수리추리 논리퍼즐                            | 분석 및 재구성 반론 및 논쟁 판단 및 평가                                                      |
| 내용영역     | 인문과학 사회과학 과학기술 문학예술영역         | 추리학(논리학, 수학) 내용학(인문학,사회과학,과학기술) | 이론적 논변(인문학,사회과학,과학기술) 실천적 논변(일상적,도덕적논변,정책,의사결정, 법적 논변) |
| 문항수       | 40문항                                          | 40문항                                                | 40문항                                                                                        |
| 문항형태     | 객관식                                          | 객관식                                                | 객관식                                                                                        |
| 배 점        | 100점                                           | 100점                                                 | 100점                                                                                         |

※ 논술시험의 구체적인 시행방안에 대해서는 후속 연구에서 검토될 예정임.

## 점수

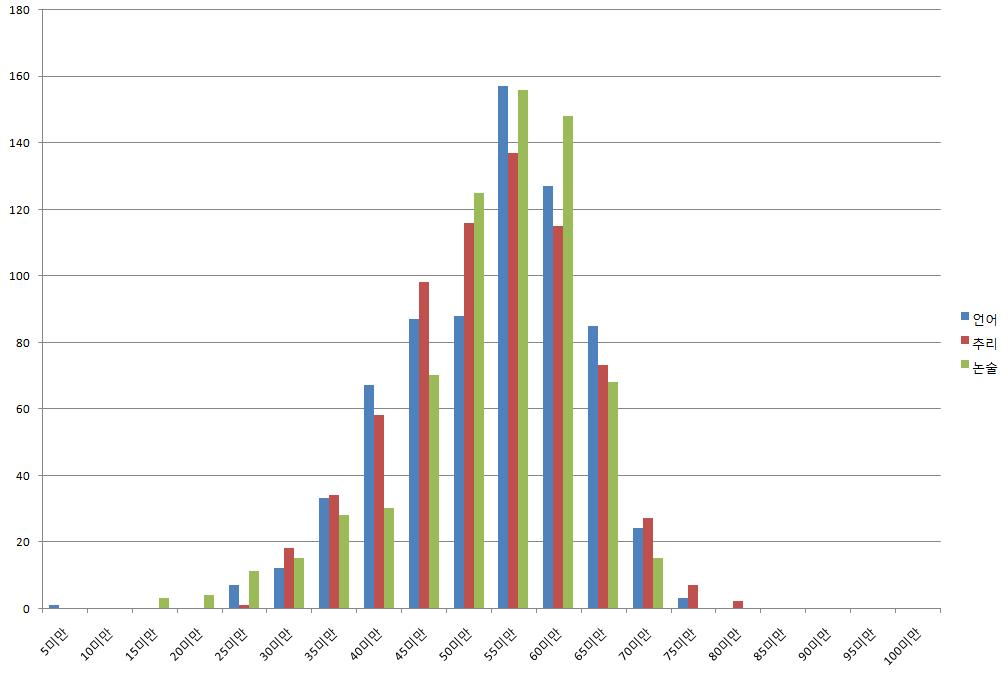
리트 예비시험 점수 분포도

성적은 표준편차 10점, 평균 50점 표준점수법을 통해 산출될 것이며, 영역별로 표준점수와 이에 해당하는 백분위 등의 점수를 제공될 예정이다.

자세한 내용은 법학적성시험의 점수 체제를 소개한 문서에 나와있다.

## 출제원칙
한국교육과정평가원 김주훈 책임연구위원에 따르면 기본기를 갖춰야 좋은 점수 얻는 시험될 것이며 지문 선택 시 인문 사회 과학기술에 고른 안배를 둔다고 하였다.
우수한 수험생이라도 평균 50~60점이 나오도록 문제 수준을 조정했다고 한다.

## 준비 방법
법학적성시험을 주관하는 법학전문대학원 협의회의 법학적성시험 홈페이지에서 기출문제를 열람할 수 있다. 법학적성시험을 대비하기 위한 학원과 인터넷 강의 사이트가 마련되어 있다. 

### 기출문제
위의 홈페이지에서 기출문제를 다운로드 받아서 직접 풀어보는 방법이다. 그 해설서로는 에피스테메에서 매년 출판하고 있는 <법학적성시험 문제 해설>이 있다. 이는 법학전문대학원협의회가 직접 발간하는 공식 해설이다. 

### 로스쿨 학원
로스쿨 학원으로는 LSA(Law School Academy), PLS(PreLaw School), 서울로스쿨아카데미, 유웨이서울로스쿨, 합격의 법학원, 한겨레 로스쿨, 한림유레카로스쿨아카데미, 다산 로스쿨, 리트스터디, 이그잼팰스, 베리타스, 엘림에듀 등이 있다.   
로스쿨 학원에서는 주로 현장 강의, 인터넷 강의, 각종 교재 및 모의고사 등을 제공하는데 다른 시험에 비해서 수강료가 상당히 비싼 편에 속한다. 학원을 통한 학습으로 법학적성시험 점수를 올릴 수 있는지에 대하여는 오래토록 논란이 있어 왔다. 법률저널의 조사결과에 따르면 학원에서 공부한 응시자의 법학적성시험 점수 평균이 오히려 학원을 다니지 않은 응시자의 점수 평균보다 낮은 것으로 밝혀지기도 하였다.    

### 스터디
주로 같은 대학에 다니는 로스쿨 진학 지망생들이 모여 스터디를 꾸리는 경우가 많다. 혹은 캠퍼스픽, 서로 돕는 로스쿨 연구회 등의 온라인 커뮤니티를 이용하여 스터디를 조직하기도 한다. 스터디에서는 주로 시간을 재어 함께 문제를 풀어보거나, 문제의 해설에 대한 토론을 하는 등의 방법으로 공부를 한다.  

### 개인과외
변호사 또는 로스쿨 휴학생에게 과외를 받는 경우이다. 법학적성시험 공부에 있어서는 학원보다 개인 과외가 효과적이라는 시각도 있다. 다만 법학적성시험에서 고득점을 한 사람은 높은 확률로 좋은 로스쿨에 진학하게 되고, 고액 연봉을 받는 변호사가 되므로 과외에 나서는 사람이 거의 없다. 
따라서 과외 수업을 받는 학생들은 대체로 최상위권 로스쿨에 접점이 있는 지인의 소개를 통해 과외를 구하며, 드물게는 서로 돕는 로스쿨 연구회나 에브리타임 등의 온라인 커뮤니티, 크몽 등의 재능 판매 플랫폼을 통하여 구하기도 한다. 

## 논란과 비판

### 난이도와 내용의 적절성
언어이해와 추리논증 영역 간 난이도 차이가 커서 상대적으로 어려운 추리영역을 잘하는 이공계 전공자에게 유리했다는 비판이 제기되었고 또 문제가 법학적성을 적절히 측정하는지 의문이 제기되었다.

### 고가의 응시료
2008년 6월 접수결과 응시료가 23만원 고가인 점과 홍보가 부족하여 많은 이가 접수를 하지 못하였다는 비판이 있다. 사법고시 응시료가 3만원인 것에 비교하여 8 배가까이 비싸나 유사한 성격의 시험인 의치학입문검사가 30만원인 것에 비교하면 상대적으로 저렴하다. 현재 접수를 하지 못한 16명이 모여 서울행정법원에 소송을 제기한 상태이다. 첫 시험 3일전인 월 20일에 환불을 요구한 수험생이 900여명으로 집계되어 최소 10%가 결시할 것으로 보여 수험생 사이에 로스쿨에 대한 회의가 많다는 지적도 있다.

### 성적 유출 사건
성적발표를 하루 앞둔 2008년 9월 29일 18:00시경 일부 수험생에게 성적이 노출되었다. 법학전문대학원협의회는 즉시 사과하였다.여러 수험생들은 협의회 홈페이지와 로스쿨 준비 인터넷 카페 등에 글을 올려 "성적관리가 너무 허술하다. 집단 소송감"이라며 크게 항의였다.

## 응시자 통계
| 입학년도 | 시험접수자 | 시험응시자 | 응시율  | 시험접수자 중 법학전공자 비율 | 시험접수자 중 법학전공자' | 시험접수자 중 비법학전공자 비율 | 시험접수자 중 비법학전공자 | 최종합격자 중 법학전공자 비율 |
| -------- | ---------- | ---------- | ------- | ----------------------------- | ------------------------- | ------------------------------- | -------------------------- | ----------------------------- |
| 2021     | 12,244     | 11,150     | xxxx    | xxxx                          | xxxx                      | XXXX                            | XXXX                       | XXXX                          |
| 2020     | 11,161     | 10,291     | xxxx    | xxxx                          | xxxx                      | XXXX                            | XXXX                       | XXXX                          |
| 2019     | xxxx       | xxxx       | xxxx    | xxxx                          | xxxx                      | XXXX                            | XXXX                       | XXXX                          |
| 2018     | xxxx       | xxxx       | xxxx    | xxxx                          | xxxx                      | XXXX                            | XXXX                       | XXXX                          |
| 2017     | xxxx       | xxxx       | xxxx    | xxxx                          | xxxx                      | XXXX                            | XXXX                       | XXXX                          |
| 2016     | 8,246      | 7,585      | 91.98%  | 38.25%                        | 3,154                     | XXXX                            | XXXX                       | XXXX                          |
| 2015     | 8,788      | 8,114      | 92.33 % | 45%                           | XXXX                      | XXXX                            | XXXX                       | XXXX                          |
| 2014     | 9,126      | 8,385      | 92%     | 49%                           | 4,484                     | 50.9%                           | 4,642                      | N/A                           |
| 2013     | 7,628      | 6,980      | 92%     | 54%                           | 4,058                     | 53%                             | 3,570                      | N/A                           |
| 2012     | 8,797      | 7,945      | 90%     | 51%                           | 4,426                     | 50%                             | 4,369                      | 54%                           |
| 2011     | 8,518      | 7,625      | 90%     | 43%                           | 3,587                     | 42%                             | 4,931                      | 49%                           |
| 2010     | 8,428      | 7,411      | 88%     | 35%                           | 2,847                     | 34%                             | 5,581                      | 38%                           |
| 2009     | 10,960     | 9,682      | 88%     | 32%                           | 3,488                     | 32%                             | 7,472                      | 34%                           |

## 관련 문헌
- 김희정, 법학적성시험(LEET)과 철학 교과 내의 비판적 사고 교육 [깨진 링크(과거 내용 찾기)]
- 학년도 법학적성시험 2009 예비시험 설명 자료[깨진 링크(과거 내용 찾기)]
- 현황과 전망 LEET 학술대회- LEET의 현황과 전망[깨진 링크(과거 내용 찾기)]
- 수험생 사이의 LEET 학술대회- 토론 출제진과 수험생 사이의 토론[깨진 링크(과거 내용 찾기)]
- 법학적성시험 연구 개발을 위한 기초 연구 한국교육과정평가원 김주훈[깨진 링크(과거 내용 찾기)]
- 법학적성시험 개발을 위한 연구 기초 보고서[깨진 링크(과거 내용 찾기)]
- 다산로스쿨 - LEET 학술대회 자료집[깨진 링크(과거 내용 찾기)]

## 같이 보기
- 대한민국의 법학전문대학원
- PSAT
- 사법시험 (대한민국)
- LSAT
- DEET
- MEET